# Haustlöng
Haustlöng (norrønt for "efterårslang") er et skjaldedigt skabt i begyndelsen af 900-tallet. Digtet er bevaret i Yngre Edda, som indeholder to vers fra digtet, tilskrevet den norske skjald Thjodolf den Hvinverske.
Digtet beskriver mytologiske scener, der er malet på et skjold, som skjalden har fået. I versene der er bevaret, beskrives følgende optrin:
- Bortførelsen og befrielsen af Idun.
- Thors kamp med Hrungner.

Haustlöng sammenlignes ofte med Húsdrápa og Ragnarsdrápa, der også beskriver kunstværker med afbildninger af  mytologisk scener.